# ویلیام لوس
سر  ویلیام لوس (به انگلیسی: William Luce) (زاده ۱۹۰۷– مرگ ۱۹۷۷)
یک سیاستمدار بریتانیایی فرماندار مستعمرات و حکم در موضوع جزایر سه‌گانه ایرانی مناقشه جزایر سه‌گانه ایرانی در خلیج‌فارس
ویلیام لوس ( عضو ارشد وزارت مستعمرات انگلستان) به عنوان نماینده مذاکره‌کننده در مورد بحرین و سه جزیره (تمب و ابوموسی)انتخاب شد
ویلیام لوس از هزارو نهصدپنجاه شش تا هزارو نهصد شصت فرماندار عدن بود که انگلستان پایگاه‌های مختلفی در ان داشت و سپس از سال هزارنهصد شصت یک ؛ تا نهصد شصت وشش با عنوان ( نماینده سیاسی مقیم انگلستان در خلیج فارس ) بخدمت مشغول بود . و با همین نام و سمت ( مجعول) ایشان سر نخ مسائل سیاسی و تحولات تدریجی سراسر خلیج فارس را با سر انگشت خود اداره می‌کرد ؛ بسیاری مینویسند که ( ویلیام لوس) را می‌توان مبتکر طرح تشکیل « امارات متحده عربی» دانست ؛ که در حین خروج انگلستان از منطقه ( هفت شیخ نشین) را باهم گره زد ونامش را هم امارات متحده گذاردند . وباز هم همچنان قیمومت واقعی و پنهانیش را دولت انگلستان داشت .
در آواخر سال هزارو نهصدو هفتاد ( ویلیام لوس) به نمایندگی وزارت مستعمرات انگلستنان به ایران سفر کرد و پس از ملاقات‌های اولیه ودیدار با پادشاه وارائه برنامه‌ای برای مذاکرات .رشته گفتگو هائی را با مقامات مسئول وغیر مسئول در تهران انجام داد ؛ وقتی چهارچوب مذاکرات وخواست‌های دو طرف معلوم گردید . و ویلیام لوس توانست آنچه مورد نظر انگلستان بود به آن صورت واقعی بدهد . آنگاه قرار گذاشتند که نمایندگان بحرین وایران با در دست داشتن چهارچوب مصوبه و از پیش تعیین شده باهم ملاقات نمایند و به حل وفصل قضایا بپردازند